# Смугаста акула кубинська
Смугаста акула кубинська (Eridacnis barbouri) — акула з роду Eridacnis родини Смугасті котячі акули.

## Опис
Це одна з найменших акул. Загальна довжина досягає 28-35 см. За будовою схожа на інших представників своєї родини (голова невелика, тулуб стрункий, є 2 однакових спинних плавця, 1 анальний плавець). Хвостовий плавець довгий, вузький. Забарвлення світло-сіре з більш темними смугами.

## Спосіб життя
Біологія ще недостатньо вивчена. Тримається глибин у 400—600 м, на континентальному шельфі. Не дуже швидка акула. Живиться дрібною рибою та ракоподібними.
Це яйцеживородна акула. Самиця народжує 2 акуленят.

## Розповсюдження
Мешкає біля всього узбережжя Куби та Флориди (США).